# Louis-Léopold Boilly
Louis-Léopold Boilly (La Bassée, 5 luglio 1761 – Parigi, 4 gennaio 1845) è stato un pittore francese.

## Biografia

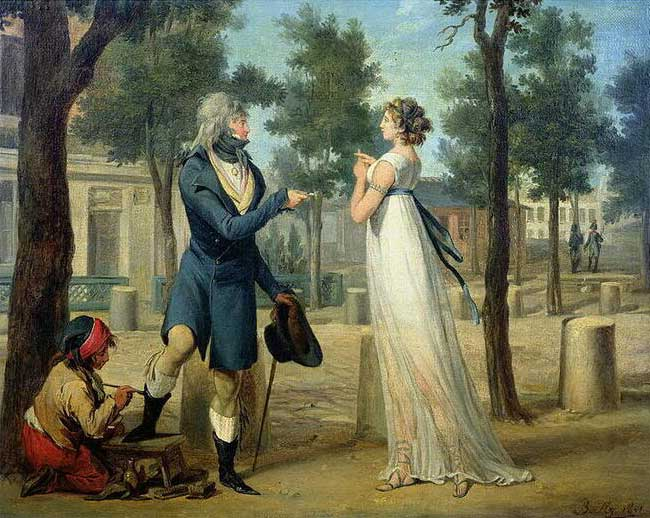
Non c'è accordo

Louis-Léopold Boilly, figlio di un modesto scultore del legno nella piccola città di La Bassée, nelle Fiandre francesi, fin dagli anni della fanciullezza dimostrò la sua predisposizione al disegno. Soggiornò dal 1775 al 1779 a Douai dove fu allievo di Charles-Alexandre-Joseph Caullet pittore e insegnante nella locale Accademia, poi si trasferì ad Arras dove rimase per cinque anni, impadronendosi della tecnica del trompe-l’oeil sotto la guida di Dominique Doncre. Dal 1785 si stabilì a Parigi.
Le sue opere denunciano chiaramente, sia nello stile, sia nella scelta dei contenuti, l'influsso delle scene di genere olandesi del Seicento; rifiutandosi di aderire al ritorno alla semplicità antica, propugnato dai neoclassicisti, questo artista, si distingue per un'esecuzione raffinata e preziosa. Usando colori puri riesce a dare alle opere un aspetto simile alla porcellana; evocando su un tono intimista scene di vita quotidiana, queste, costituiscono una testimonianza a volte pittoresca, a volte veridica, sulla società francese uscita dalla rivoluzione.
Dal 1789 al 1791 eseguì una serie di commissioni ricevute dal collezionista avignonese Esprit-Claude-Francois Calvet. In questo periodo, la sua maniera ricorda lo stile sentimentale di Greuze e di Fragonard, genere che integra poco a poco con la precisione (come già detto), dei maestri olandesi del Seicento, dei quali possiede una discreta collezione. Nel 1791, espose per la prima volta al Salon i suoi ritratti, i suoi trompes-l'oeil e i temi galanti e anche erotici.

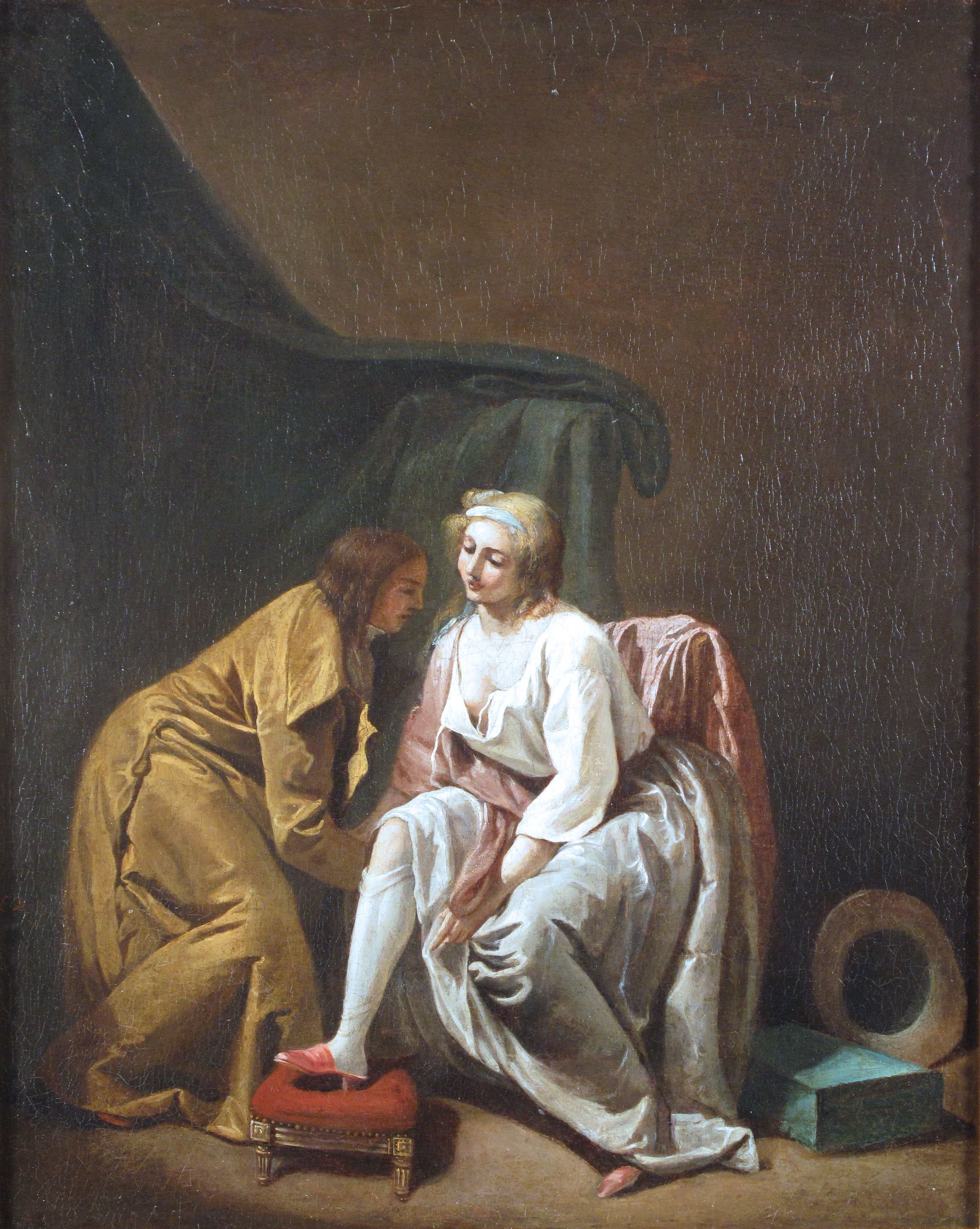
Louis Léopold Boilly, Scena galante

Dipinto in una vena apertamente erotica l'Uccello sfuggito (1794, Parigi, Museo del Louvre), attirò su Boilly l'accusa di oscenità da parte del pittore Jean-Baptiste Wicar e la Société Républicaines des Arts, minacciò di farlo incriminare davanti al Comitato di Salute Pubblica; per discolparsi, dipinse allora un Trionfo di Marat (1794, Lilla, Museo di Belle Arti), che ostenta un entusiasmo rivoluzionario non del tutto convincente.
Le opere di Boilly degli anni Novanta, sono costituite per la maggior parte, da scene galanti o sentimentali, si veda: La visita, Il concerto improvvisato, La fine di un amore, La gelosia del vecchio (1790, Londra, Wallace Collection); Consigli materni (1791, Parigi, collezione privata). Queste, come altre opere, uniscono la ricerca dell'aneddoto cara a Greuze a una marcata insistenza sulla raffigurazione sensuale degli abiti e degli interni, dipinti con una tecnica che deve molto ad artisti come Metsu e Terborch.
Nel periodo immediatamente successivo, si dedicò alla realizzazione di alcuni ritratti collettivi, dedicati prevalentemente alle riunioni di pittori e scultori, come: l'Atelier d'Isabey (1798, Parigi, Museo del Louvre), o l'Atelier di un giovane artista (1800, Mosca, Museo Puskin), nei quali l'accumularsi dei dettagli aneddotici o curiosi produce una visione senza dubbio alquanto idealizzata della vita artistica dell'epoca.
Dopo il 1800, le composizioni di Boilly divengono ancora più complesse e animate, e riguardano per lo più la vita di strada, colta con spontaneità, humour e raffinatezza, si veda per esempio: Arrivo di una diligenza nel cortile della messaggerie (1803, Parigi, Museo del Louvre).
Ottenne la Medaglia d'Oro al Salon del 1804, fu nominato Cavaliere della Legione d’Onore e nel 1833 divenne membro dell'Istituto di Francia.
Più che allo studio dei sentimenti, il pittore appare interessato all'osservazione meticolosa della vita quotidiana e alla cronaca fedele dei suoi piccoli avvenimenti.
Nelle sue descrizioni degli episodi storici, si spinge raramente oltre l'aneddoto stimolante; così, nessun soffio eroico anima la Partenza dei coscritti del 1807 (1808, Parigi, Museo Carnavalet).

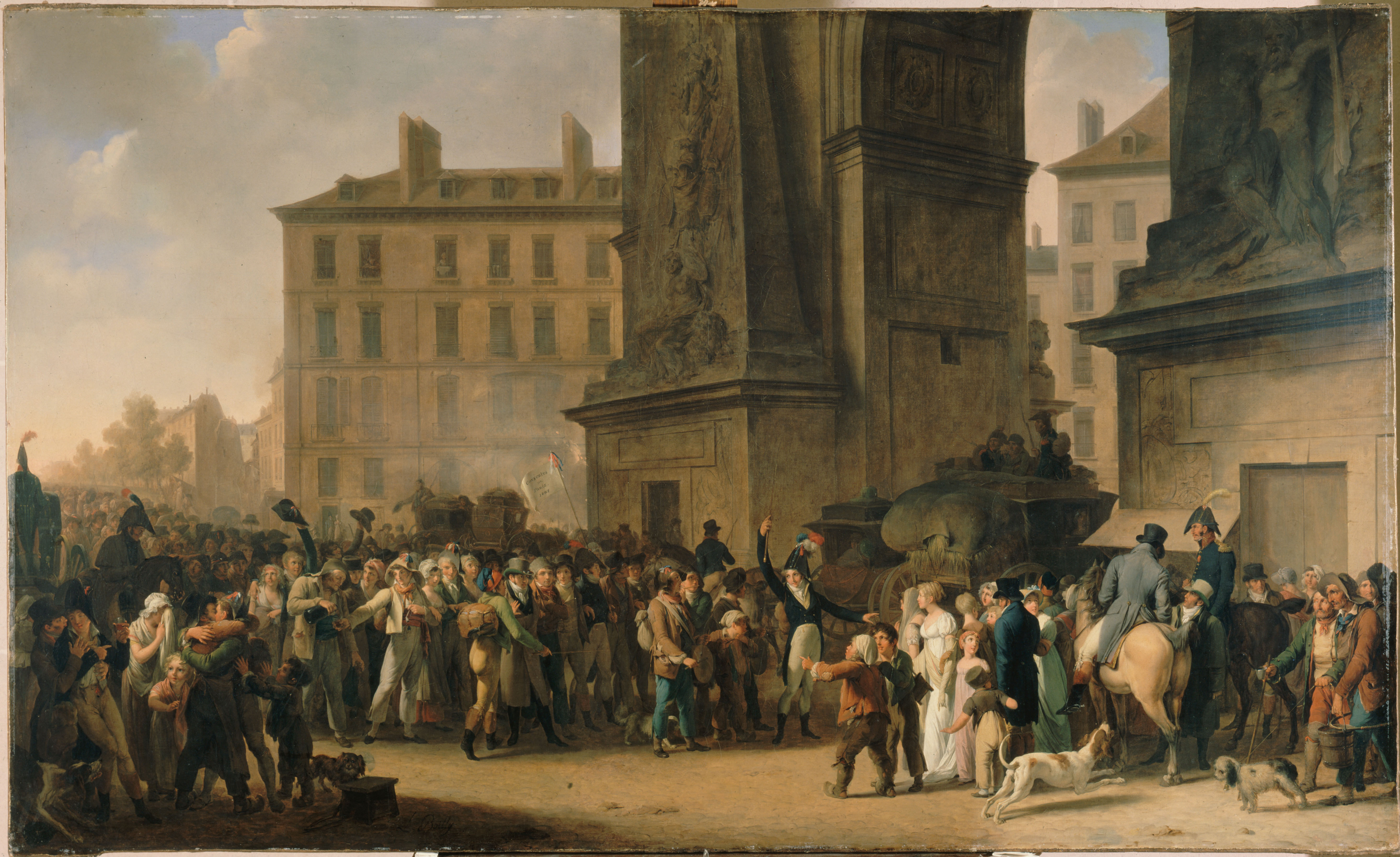
Partenza dei coscritti del 1807

Sempre alla ricerca di nuovi effetti virtuosistici, Boilly si specializzò nella tecnica della grisaille, con la quale produsse alcune opere divertenti, tra cui: La Galleria del Palazzo Reale (1809, Parigi, Museo Carnavalet).
Le sue ricerche nel campo del trompe-l'oeil culminarono nell'impressionante Cristo (1812, Oxford, Magdalen College). Uno spirito più satirico caratterizza invece opere come: l'Ingresso dell'Ambigu-Comique (1819, Parigi, Museo del Louvre) e le Trentacinque espressioni facciali (1819, Turcoing, Museo di Belle Arti), dove si avverte una conoscenza quantomeno superficiale delle teorie fisiognomiche di Lavater.
Anche i suoi figli: Julien Léopold Boilly (1796-1874), Edouard Boilly (1799-1854), e Alphonse Léopold Boilly (1801-1867), furono pittori, benché di minor successo del padre.

## Alcune opere

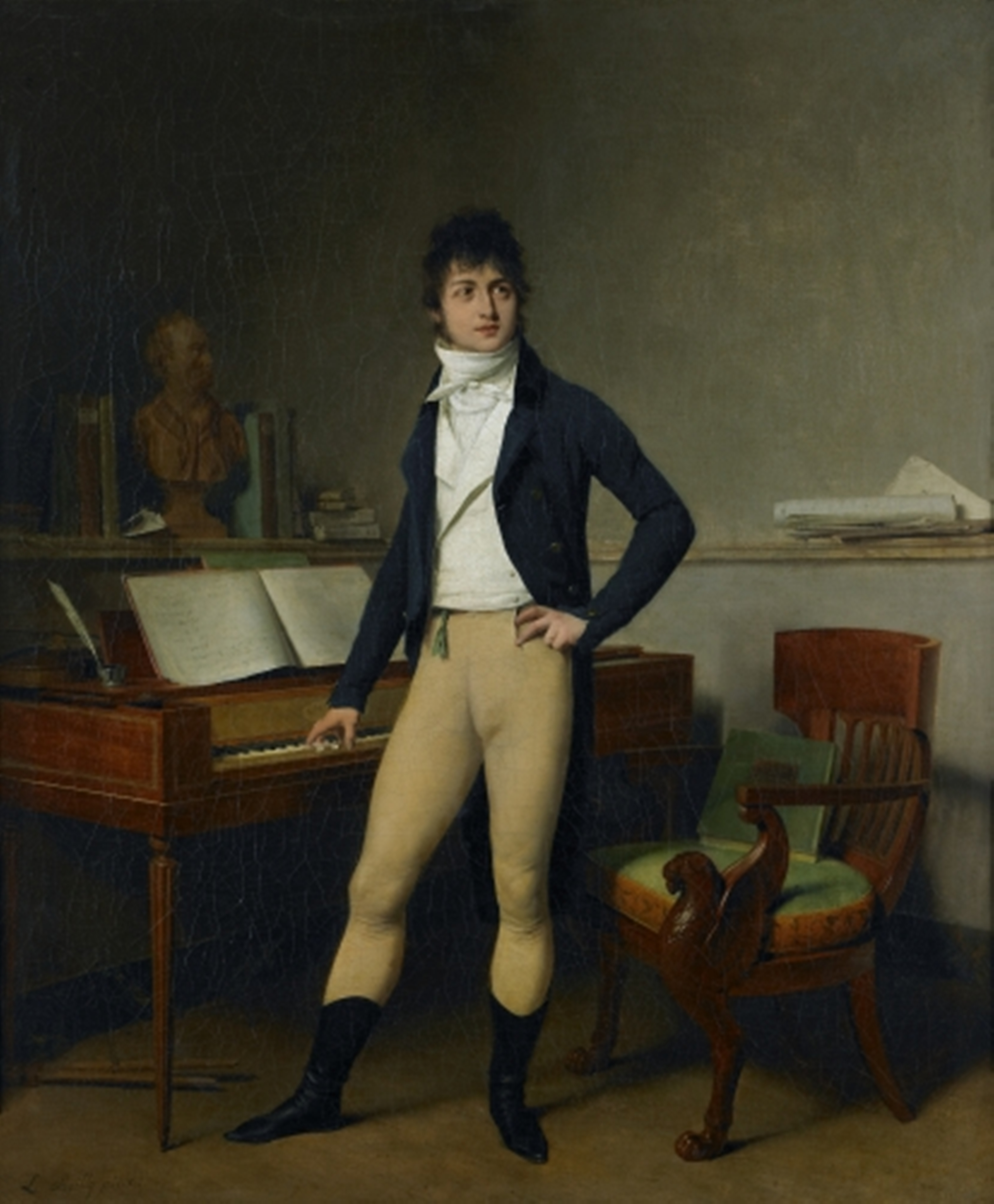
Il musicista Boieldieu

- Ritratto di Robespierre, 1791, Lille, Musée des Beaux-Arts
- Il cantante Chénard, 1792
- Non c'è accordo, 1797
- Ragazza alla finestra, post-1799, Londra, National Gallery
- Ritratto di François Adrien Boieldieu, 1800, Musée de Rouen
- Gioco di signore, 1803
- L'atelier di Houdon, 1804
- La vaccinazione, 1807
- Sadi Carnot en uniforme de polytechnicien, 1813
- Ingresso al teatro dell'Ambigu-Comique, 1819
- Ritratto del compositore Francois-Adrien-Boieldieu
- Riunione di artisti nell'atelier di Isabey